# Lừa Catalan
Lừa Catalan (Catalan: Ase Català, tiếng Tây Ban Nha: Asno Catalán) là giống lừa nhà lớn có nguồn gốc từ Catalonia, thuộc vùng Tây Bắc Tây Ban Nha và Tây Nam nước Pháp. Khoảng 80% số lượng lừa giống này ở Catalonia, và khoảng 20% là ở vùng Roussillon lịch sử của Pháp.

## Lịch sử
Lừa Catalan bắt nguồn từ lưu vực sông Cardener, Segre và Ter. Trong quá khứ giống lừa này chiếm một vị trí rất quan trọng trên các trang trại nhưng do sau này việc sử dụng chúng giảm sút và số lượng lừa Catalan có "nguy cơ tuyệt chủng".
Một cuốn sách về giống được thành lập vào năm 1929. Số lượng lừa giống này đã giảm trong cuộc Nội chiến Tây Ban Nha, nhưng đã hồi phục trong thập kỷ sau đó. Trong những năm 1960 và 1970, sự cạn kiệt nông thôn và cơ giới hóa nông nghiệp dẫn đến sự suy giảm về số lượng. Hiệp hội các nhà lai tạo, Hiệp hội Foment de la Raça Asinina Catalana, được thành lập vào năm 1978 và cuốn sách về giống được mở lại. Vào cuối năm 2013, tổng số lượng lừa Catalan ở Tây Ban Nha được ghi nhận là 851 con. Bộ trưởng Bộ Nông nghiệp, Bộ Nông nghiệp Medio Ambiente, Bộ Nông nghiệp Tây Ban Nha, liệt kê giống này vào danh sách các giống "có nguy cơ tuyệt chủng".
Lừa Catalan đã được sử dụng để cải thiện giống lừa ở những nơi khác trên thế giới, bao gồm cả Pháp và Bắc Mỹ.